# وینتروپ پالمر
وینتروپ پالمر (انگلیسی: Winthrop Palmer; ۵ دسامبر ۱۹۰۶ – ۴ فوریهٔ ۱۹۷۰) بازیکن هاکی روی یخ اهل ایالات متحده آمریکا بود.